# Tschadisch-Arabisch
Tschadisch-Arabisch, auch Tschadarabisch, oder Schuwa-Arabisch, auch Arabe Choa, Shuwa Arabic, l’arabe du Tchad, Baggara-Arabisch, ist eine Varietät des Arabischen, die in der Region des Tschadbeckens von den Schua-Arabern gesprochen wird. Sie wird mit dem arabischen Alphabet geschrieben.
Es ist inzwischen die Muttersprache für fast eine Million Menschen im Tschad, im Sudan, im Südsudan, in Kamerun, in Nigeria, im Niger und der Zentralafrikanischen Republik. Sie dient als Verkehrssprache in einem Großteil der Region und steht dabei in Konkurrenz zur französischen Sprache, welche neben dem Hocharabischen die Amtssprache des Tschad ist.
In Nigeria wurde es 2007 von etwa 10 % der Bevölkerung Maiduguris gesprochen.
Schuwa-Arabisch wird durch das Fehlen von den Pharyngalen [ħ] und [ʕ], den interdentalen Frikativen [ð], [θ] und [ðˤ], sowie durch Diphthonge charakterisiert. Aber es hat auch /lˤ/, /rˤ/ und /mˤ/ als spezielle phonetische Betonungen. Einige Beispiele für minimale Paare solcher Betonungen sind /ɡallab/ „er galoppierte“, /ɡalˤlˤab/ „er wurde wütend“; /karra/ „er zerriss“, /karˤrˤa/ „er dragierte“; /amm/ „Onkel“, /amˤmˤ/ „Mutter“. Als Zusatz hat das Nigerianisch-Arabisch den Vorteil, dass man ein /a/ nach Gutturalen (ʔ,h,x,q) einfügen kann. Ein weiterer Zusatz ist der Wechsel des standardarabischen Form V tafaʻʻal(a) zu alfaʻʻal; zum Beispiel wird das Wort „taʻallam(a)“ zu alʻallam.
Die erste Person Singular der Verben unterscheidet sich in seiner Form von anderen arabischen Dialekten dadurch, dass es kein finales t hat. Trotzdem ist die erste Person Singular des Verbes katab das katab, mit Betonung der zweiten Silbe des Wortes, während die dritte Person Singular das kátab ist, mit Betonung auf der ersten Silbe.
Das folgende ist ein Teil des Grundwortschatzes:
| Wort          | Bedeutung                      | Anmerkung                        |
| ------------- | ------------------------------ | -------------------------------- |
| anīna         | wir                            |                                  |
| 'alme         | Wasser                         | erstarrter definiter Artikel 'al |
| īd            | Hand                           |                                  |
| īd            | Festival                       |                                  |
| jidãda, jidãd | Hühnchen, (kollektiv) Hühnchen |                                  |
| šumāl         | Norden                         |                                  |